# Rachel Hore
Rachel Hore (Surrey, 26 januari 1960) is een Brits schrijfster van romantische fictie. Zij woont met haar echtgenoot -de auteur D. J. Taylor- en hun drie kinderen in Norfolk.
Na het bestuderen van de moderne geschiedenis aan St Catherine's College (Oxford) werkte Hore bij uitgeverij HarperCollins totdat zij met haar gezin verhuisde naar Norfolk. Sindsdien geeft zij les in creatief schrijven en publiceren aan de Universiteit van East Anglia. Haar boeken zijn ook in het Nederlands vertaald. 